# October Baby
Pour plus de détails, voir Fiche technique et Distribution.
October Baby est un film américain dramatique d'inspiration chrétienne traitant de l'avortement réalisé par les Frères Erwin, sorti le 28 octobre 2011 aux États-Unis.

## Synopsis
Hannah est une jeune fille tout ce qu'il y a de plus normal extérieurement. Elle est cependant sujette à de nombreux troubles du comportement, un sentiment de ne pas être à sa place et malgré le suivi de plusieurs médecins, il semble qu'on lui ait caché un secret. Elle est la survivante d'un avortement…

## Casting
- Rachel Hendrix : Hannah
- Jason Burkey : Jason
- John Schneider : Jacob

## Réception

### Critiques
Rotten Tomatoes a enregistré une note de 23% des critiques et 79% de l’audience et Metacritic a enregistré une note de 32/100 des critiques  , .

### Box-office
Le film a récolté 5 millions de dollars au box-office mondial
pour un budget de 1 millions de dollar.

## Récompenses
En 2011, le film a reçu le prix du Meilleur long métrage de fiction au Red Rock Film Festival, aux États-Unis .

## Autour du film
La Bande Originale du film « Life is Beautiful » est interprétée par le groupe The Afters.